# Институт ионосферы НАН и МОН Украины
Институ́т ионосфе́ры является одним из крупнейших в мире научных центров, которые проводят исследования в области физики околоземного космического пространства и солнечно-земных связей современным, наиболее точным и информативным методом некогерентного рассеяния (НР) радиоволн. В 2001 г. научный центр, именуемый «Ионосферный зонд», был признан объектом Национального достояния Украины. Система радаров НР в Харькове является единственной в средних широтах Европы. Во всем мире существуют 11 таких радаров, 5 из которых принадлежат Соединённым Штатам Америки. Строительство двух харьковских радаров НР было начато в 1966 г. Первые экспериментальные результаты были получены в 1972 г.
Институт ионосферы выполняет экспериментальные и теоретические исследования околоземного пространства в течение более чем трёх циклов солнечной активности. Регулярные скоординированные измерения параметров геокосмической плазмы над Украиной проводятся в рамках исследовательских работ Института ионосферы, а также в соответствии с международными научными программами (CAWSES, LTCS, CVS, M-I Coupling, GEM, MST и др.) и являются частью совместных международных космических исследований, проводимых обсерваториями Миллстоун Хилл, Аресибо и Джикамарка (США), EISCAT (Европейская Ассоциация радаров НР), Харькова (Украина) 49°40’36"N 36°17’34"E, Иркутска (Россия) и другими.

## Руководство
Директор — доктор технических наук, доктор технических наук, профессор Домнин Игорь Феликсович;
Заместитель директора по научной работе — доктор технических наук, доктор технических наук, профессор Пуляев Валерий Александрович;
Заместитель директора по финансово-административным вопросам — Коптяева Людмила Алексеевна;
Учёный секретарь — кандидат физико-математических наук, с.н.с. Ляшенко Михаил Владимирович.

## Структура Института
Отдел физики ионосферы:
— сектор геофизики;
— сектор радиофизики;
— сектор воздействия на ионосферу мощными радиоволнами.
Отдел радиофизических исследований ионосферы:
— сектор передающей аппаратуры и АФУ;
— сектор приёмной аппаратуры;
— сектор обработки сигналов.
Отдел средств зондирования ионосферы
Ионосферная обсерватория Института ионосферы расположена в 50 км к юго-востоку от г. Харькова (вблизи г. Змиёва).
В состав Ионосферной обсерватории входят:
— радар НР метрового диапазона с неподвижной антенной вертикального излучения диаметром 100 м (антенна НДА-100);
— радар НР метрового диапазона с полноповоротной антенной диаметром 25 м (антенна ППА-25);
— нагревный стенд декаметрового диапазона (размер — 300 м на 300 м);
— ионозонд вертикального зондирования.
В 2001 г. научный центр, именуемый «Ионосферный зонд», был признан объектом Национального достояния Украины.

## Научная деятельность
Основными научными направлениями Института ионосферы являются:
1) исследование волновых возмущений в ионосфере естественного и искусственного происхождения;
2) наблюдение, анализ и физическая интерпретация эффектов геокосмических бурь разной интенсивности;
3) исследование вариаций параметров ионосферы в спокойных условиях;
4) развитие региональной модели ионосферы по данным харьковского радара НР;
5) исследование влияния мощного радиоизлучения на параметры и процессы в ионосферной плазме;
6) создание базы данных радара НР.

## Научное сотрудничество
С 1996 года Институт ионосферы сотрудничает с Массачусетским технологическим институтом (США) и Корнеллским университетом (США) в области исследования ионосферы с помощью метода НР.
В 2009 году Институт ионосферы заключил договор о научном сотрудничестве с Федеральным государственным научным учреждением «Научно-исследовательский радиофизический институт» (г. Нижний Новгород, Россия). В рамках этого договора выполнены наблюдения эффектов в геокосмической плазме во время воздействия на ионосферу мощным радиоизлучением.
Совместно с Харьковским университетом воздушных сил имени Ивана Кожедуба МО Украины проводятся исследования влияния на среду стартов и полётов мощных космических ракет и наблюдение волновых возмущений в ионосфере.
Научное сотрудничество с коллегами Института геофизики имени С. И. Субботина НАН Украины направлено на исследования в области солнечно-земной физики, наблюдений вариаций космической погоды и магнитного поля Земли.
Совместно с кафедрой космической радиофизики радиофизического факультета Харьковского национального университета имени В. Н. Каразина создана Межведомственная научно-исследовательская лаборатория радиофизических исследований атмосферы и геокосмоса.
Одним из перспективных направлений Института ионосферы является исследование влияния мощного радиоизлучения на растительные клетки. В рамках этой работы Институт тесно сотрудничает с коллегами из Института ботаники им. М. Г. Холодного НАН Украины.
С 2010 года Институт ионосферы сотрудничает с Институтом ионосферы АО «Национальный центр космических исследований и технологий» (г. Алматы, Казахстан) в области изучения волновых возмущений в геокосмической плазме, вызванных стартами ракет по данным метода вертикального зондирования.

## Научные издания
Институт ионосферы издаёт сборник «Радиофизика и ионосфера» Вестника НТУ «ХПИ». В сборнике представлены результаты исследований вариаций параметров геокосмической плазмы и процессов в ней, аппаратура и методики обработки сигналов НР, рассматриваются вопросы по разработке и внедрению программного обеспечения для обработки ионосферной информации.

## Публикации
- Научные публикации сотрудников Института (2002—2009 гг.)

## Конференции
На базе Института ионосферы и НТУ «ХПИ» проводится ежегодная конференция молодых учёных «Дистанционное радиозондирование ионосферы».
Основными научными направлениями конференции являются:
1) радиотехнические средства и методы;
2) обработка и представление сигналов;
3) ионосферная информатика;
4) физика ионосферы и моделирование процессов.
В работе конференции участвуют молодые специалисты по физике космической плазмы, радиотехническим средствам и методам исследования геокосмоса.
- Информация о конференции 2010 г.
- Информация о конференции 2011 г.

## История
В 1946 г. по инициативе академика А. А. Слуцкина и проф. С. Я. Брауде в ХЭТИ (впоследствии стал ХПИ) был создан радиотехнический факультет, на котором с 1950 г. начались работы по созданию ионосферной станции под руководством С. Я. Брауде. С помощью этой станции впервые на Украине были исследованы изменения электронной концентрации во время солнечного затмения 30 июня 1954 г. С этого времени в ХПИ началось планомерное изучение среднеширотной ионосферы, в которых активное участие принимал В. И. Таран.
В 1963 г. в научно-исследовательской лаборатории ионосферы ХПИ, которую возглавлял В. И. Таран, начались работы по внедрению метода некогерентного рассеяния (НР) для исследования ионосферы. Аналогичные исследования ионосферной плазмы проводились в США. Первые результаты были получены в научно-исследовательской лаборатории ионосферы методом НР с помощью первой антенны диаметром 30 м в 1972 г. Под руководством профессора В. И. Тарана на полигоне возле г. Змиёва была создана уникальная, единственная в СССР, экспериментальная база с эталонными научными инструментами — радарами НР, один — с зенитной параболической антенной диаметром 100 м НДА-100 (Харьковский радар); другой — с полноповоротной антенной диаметром 25 м ППА-25 — а также с нагревным стендом с антенной 300 м на 300 м.
Харьковский радар позволил исследовать ионосферную плазму методом НР и проводить систематичные измерения основных параметров ионосферы (электронной концентрации, температур электронов и ионов, скорости переноса ионосферной плазмы, относительной концентрации молекулярных и атомарных ионов) в широком диапазоне высот (100—1500 км).
Научно-исследовательская лаборатория ионосферы в 1991 г. преобразовалась в Институт ионосферы, директором которого был назначен доктор физ.-мат. наук, проф. Таран Виталий Иванович.
С 1996 г. в Институте ионосферы совместно с Обсерваторией Хэйстек Массачусетского технологического института и обсерваторией Аресибо Корнеллского университета (США) проводились регулярные исследования высотно-временных зависимостей относительной концентрации лёгких ионов методом НР согласно Международному геофизическому календарю. Совместные исследования ионосферы с обсерваториями Хэйстек и Аресибо позволили обнаружить долготные и широтные вариации концентрации ионов водорода.
С 2009 г. Институт ионосферы НАН и МОН Украины возглавляет доктор техн. наук, проф. И. Ф. Домнин.

## Контакты
Украина, 61002, ГСП, г. Харьков, ул. Краснознамённая, 16